# (21459) Chrisrussell
(21459) Chrisrussell est un astéroïde de la ceinture principale.

## Description
(21459) Chrisrussell est un astéroïde de la ceinture principale. Il fut découvert le 30 avril 1998 à la station Anderson Mesa par le programme LONEOS. Il présente une orbite caractérisée par un demi-grand axe de 2,26 UA, une excentricité de 0,13 et une inclinaison de 7,1° par rapport à l'écliptique.

## Compléments